# Wolfmother
Wolfmother — австралійський рок-гурт з Ерскінвілля (Сідней), який працює в стилях хард-рок, стоунер-рок, хеві-метал та психоделічний рок.

## Історія[1]
Гурт сформований в 2000 році. Група була спочатку тріо, яке складалося з вокаліста і гітариста Ендрю Стокдейла, басиста і клавішника Кріса Росса і барабанщика Майлса Хескета.
В 2004 році гурт підписав контракт з Modular Recordings і випустив перший EP «Wolfmother», який піднявся в ARIA Singles chart до № 35. У 2005 році в Австралії вони випустили свій повноформатний дебютний альбом, також однойменний, де він посів 3 місце в ARIA Albums chart. 

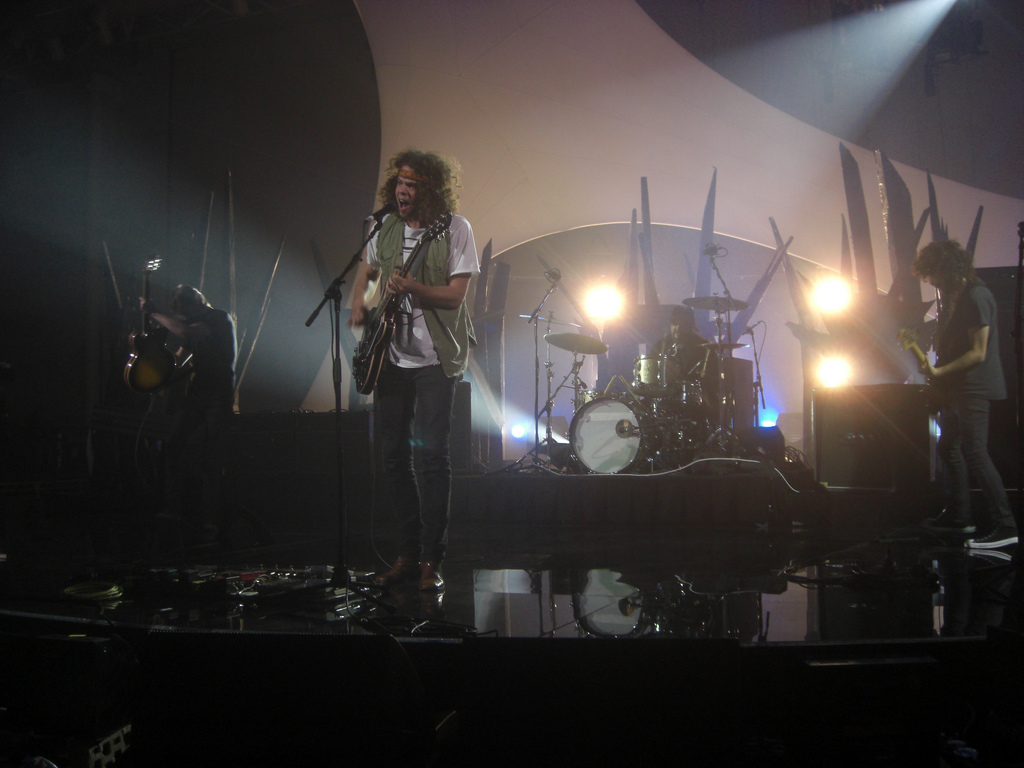
Wolfmother під час виступу на MTV Australia Awards в березні 2009 року

Альбом був згодом випущений в Європі (Island Records) і в Північній Америці (Interscope Records) в 2006 році.
Були презентовані шість синглів з «Wolfmother». «Joker & the Thief», найуспішніший з них, досяг 8 місця в Австралії. Альбом став платиновим п'ятиразово в Австралії, також отримав золото в Канаді, Великій Британії та США. Альбом закріпив свій успіх, вигравши у 2005 році J Award («Найкращий альбом-прорив») і у 2006 році ARIA Awards («Найкращий рок-альбом»). В 2007 році сингл з альбому «Women» приніс групі першу премію Греммі в номінації «Найкраще хард-рок виконання».
У серпні 2008 року Росс і Хескетт покинули групу через особисті і музичні розбіжності. Після короткої перерви, в січні 2009 року, Wolfmother повернулися в новому складі — Ендрю Стокдейл, а також басист і клавішник Іен Перес, ритм-гітарист Айдан Немет і барабанщик Дейв Аткінс. Перший альбом оновленого гурту, названий «Cosmic Egg», був випущений в жовтні 2009 року і здобув такий же успіх, як і дебютний альбом — № 3 в Австралії.
Аткінс покинув групу в квітні 2010 року після великих гастролей, його замінив Вілл Роквелл-Скотт з американського гурту The Mooney Suzuki. У 2012 році було оголошено, що Роквелл-Скотт і Немет покинули групу. Їх тимчасово замінили Хеміш Россер і Він Стіл відповідно, згодом до групи приєднався клавішник Елліотт Хаммонд.

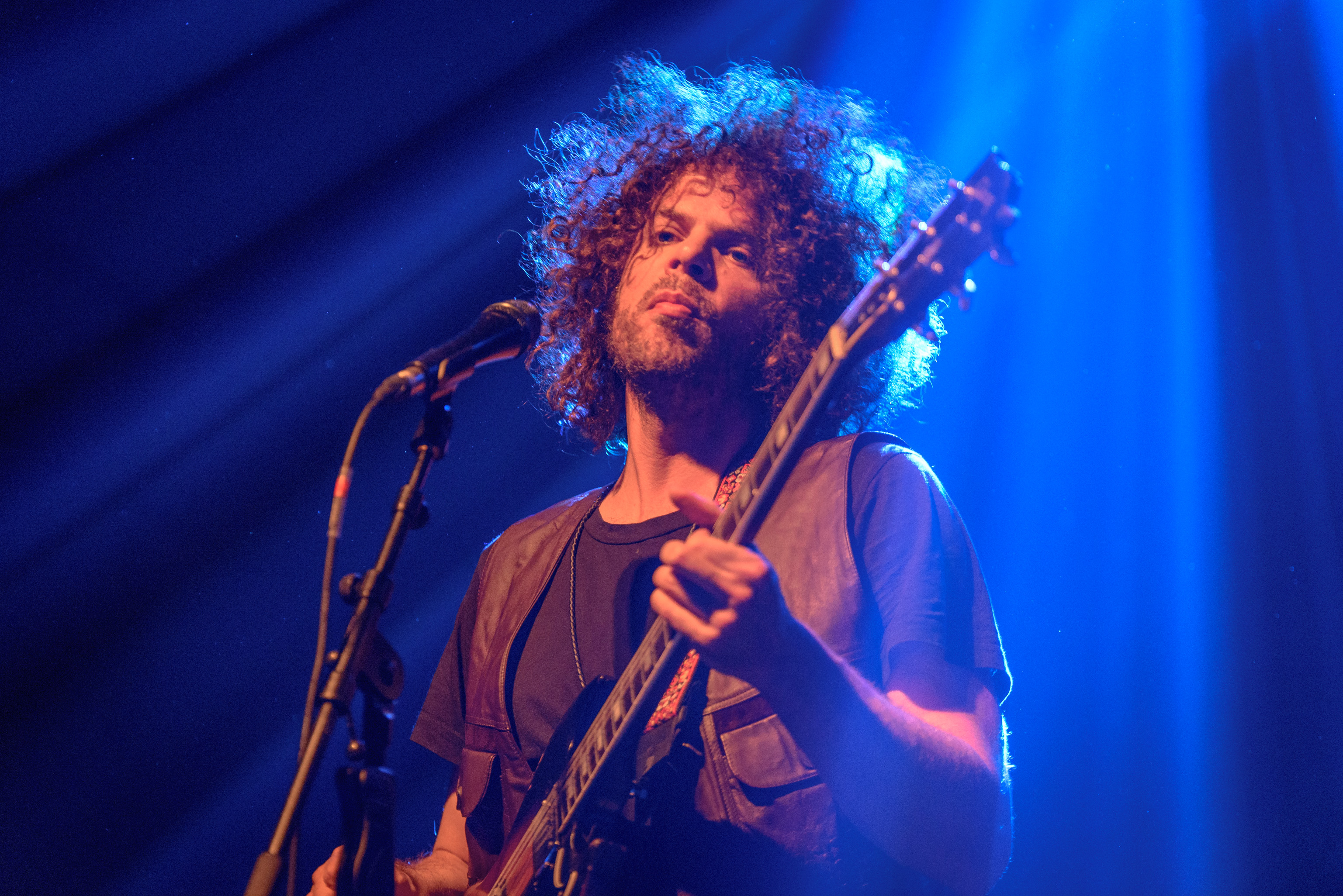
Andrew Stockdale
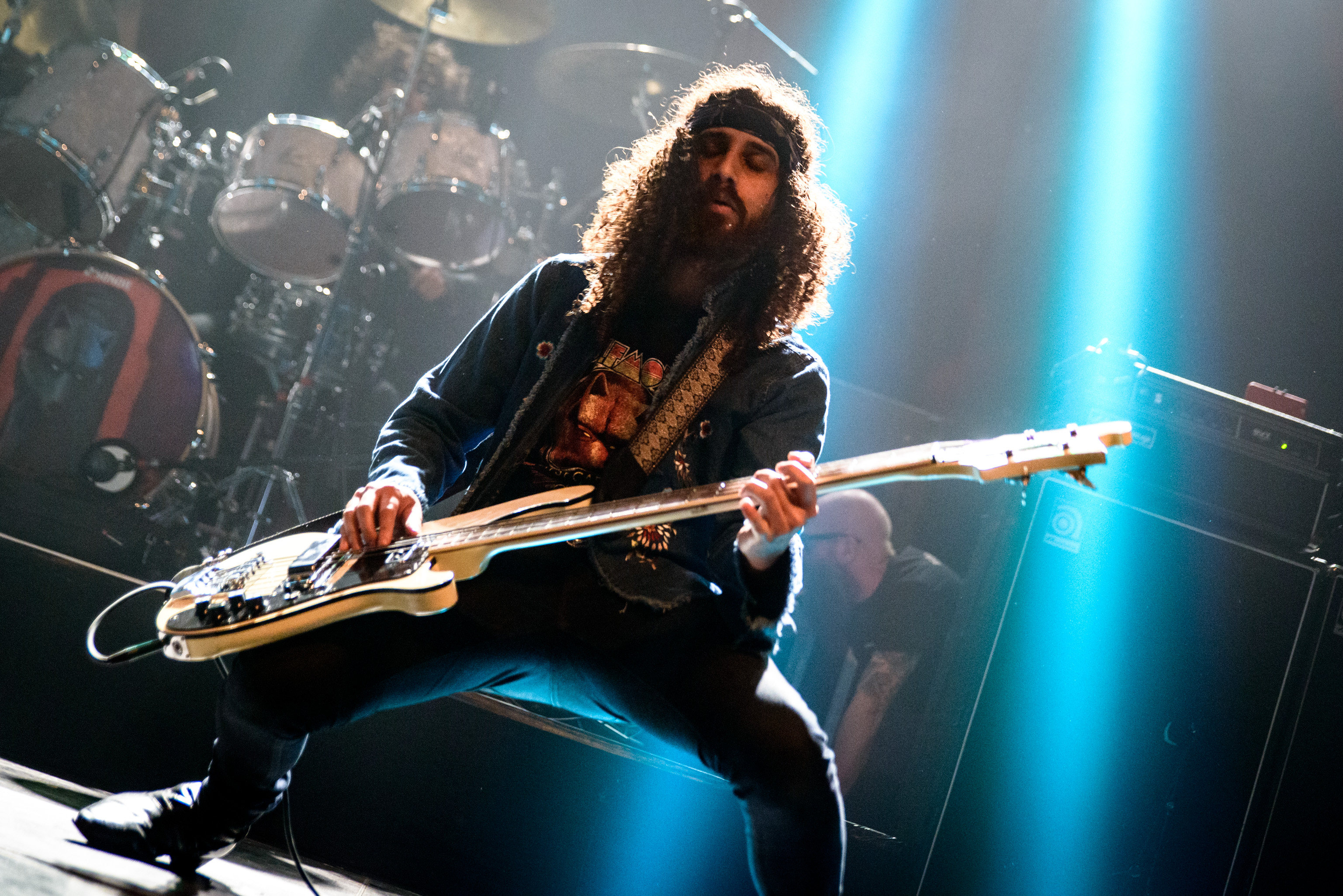
Ian Peres
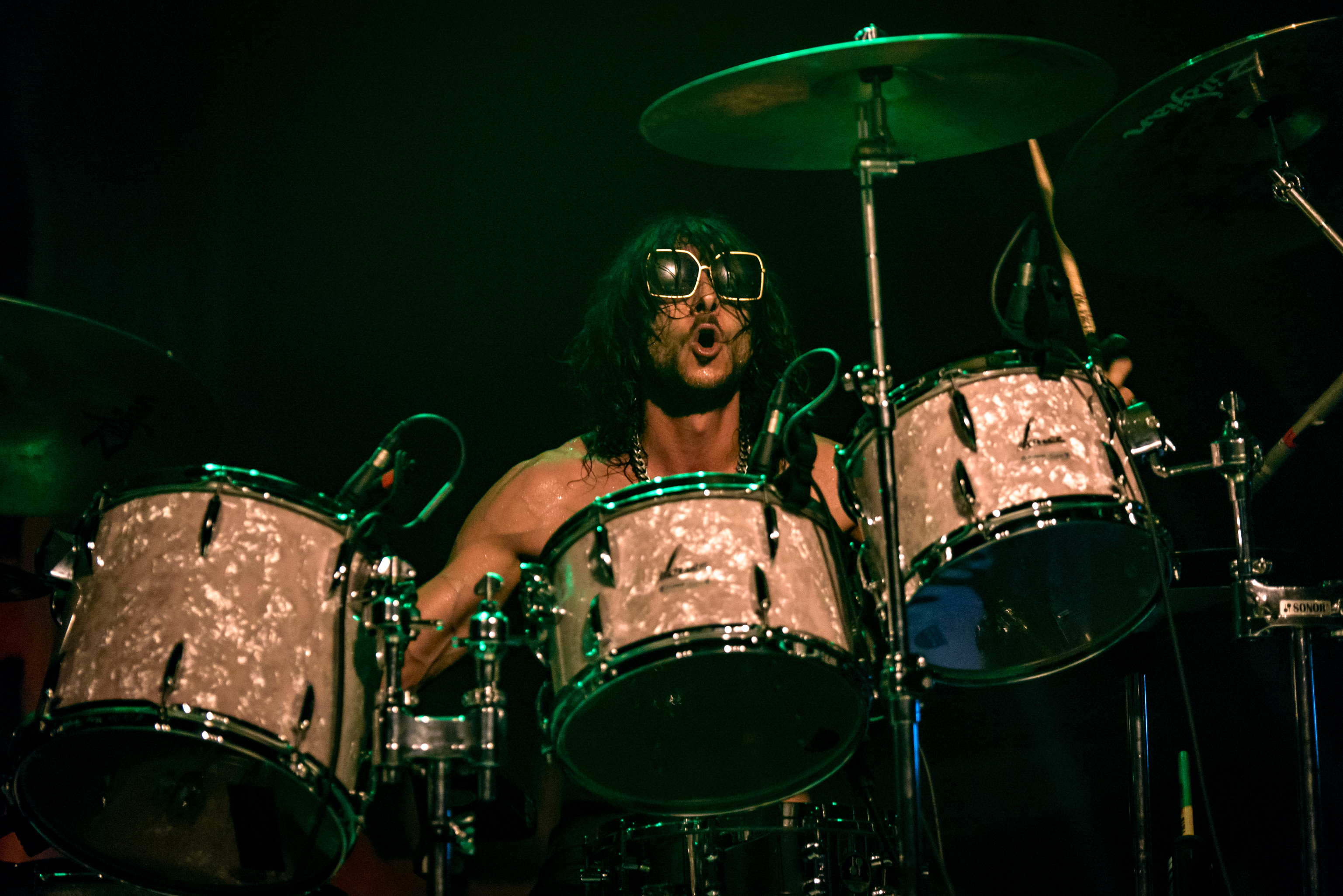
Alex Carapetis (Tour Drummer)
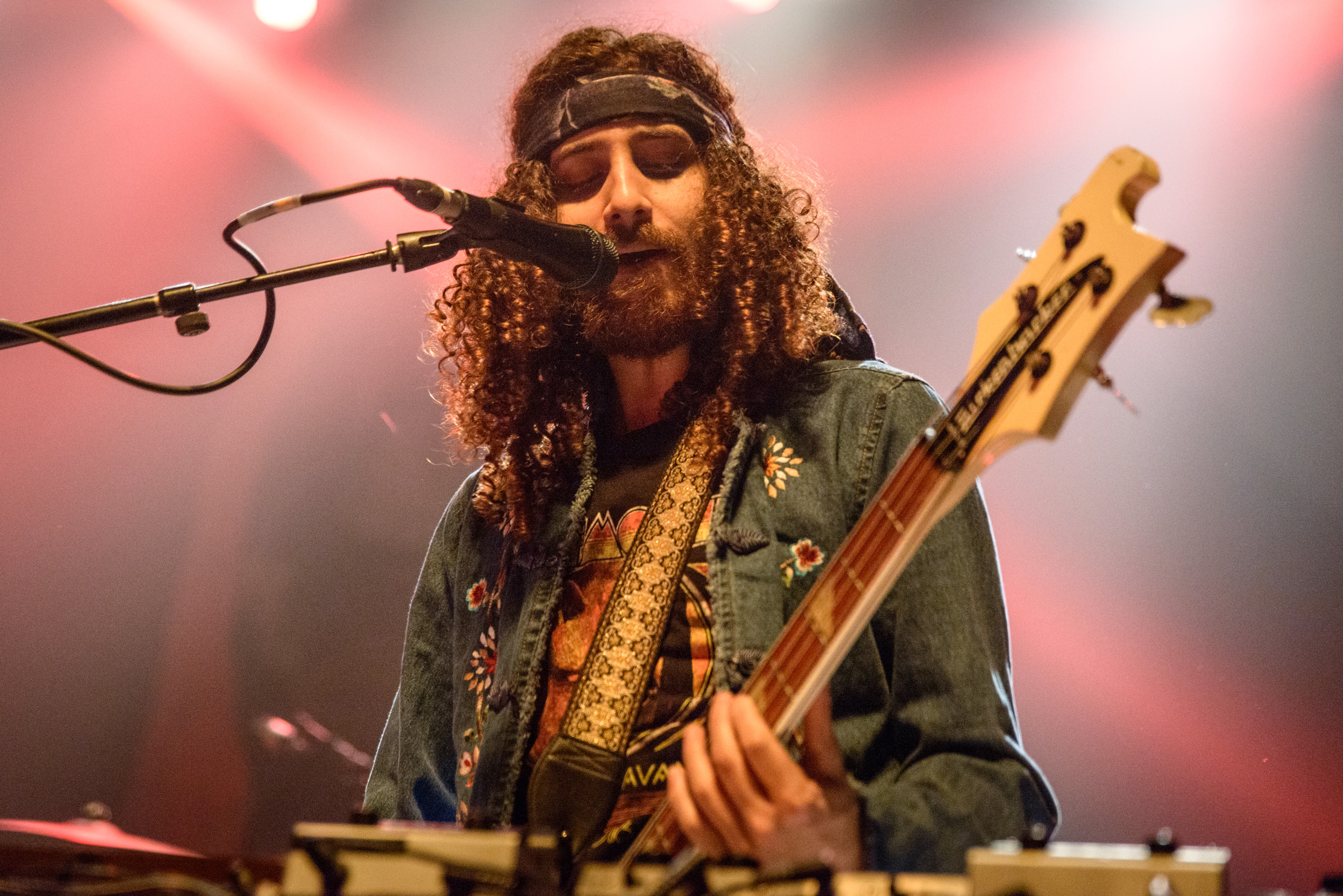
Ian Peres

## Дискографія[2]

### Альбоми
- Wolfmother (2005)
- Cosmig Egg (2009)
- New Crown (2014)

### Сингли і EP's
- Wolfmother (2004)
- Mind's Eye (2005)
- Woman (2005)
- Dimension (2006)
- Love Train (2006)
- Joker & The Thief (2006)
- White Unicorn (2006)
- Far Away (2009)
- New Moon Rising (2009)
- White Feather (2009)
- iTunes Live From Sydney (2012)